# 오레그호

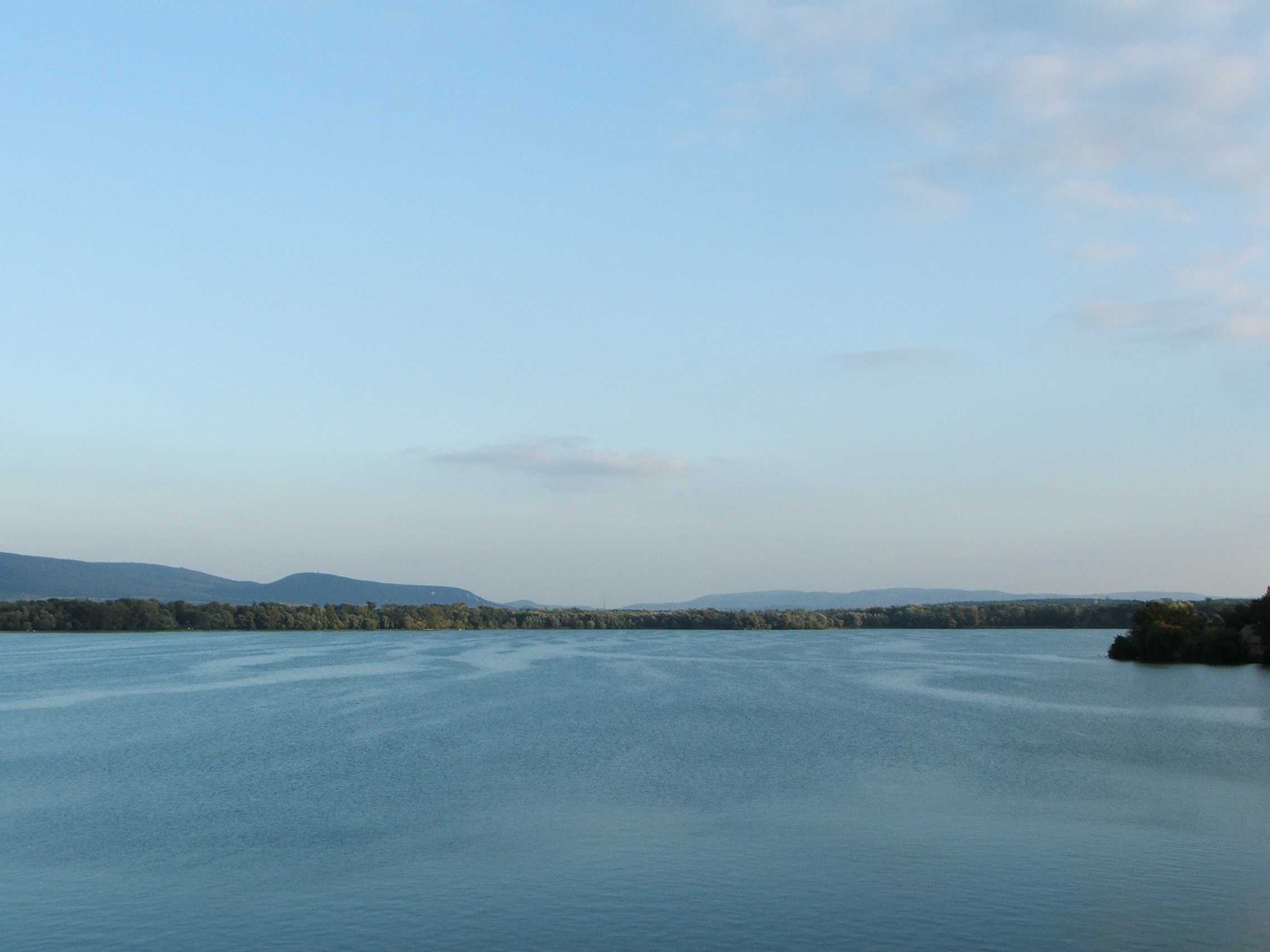
오레그호

오레그호(헝가리어: Öreg-tó)는 헝가리 코마롬에스테르곰주 터터에 호수다. 이 호수는 터터 중앙에 위치해 있으며 호수의 남동쪽 분기에 인접한 곳에는 삼림 지대가 있다. 남동쪽의 알탈 개울에서 물이 공급되고, 그 후 북쪽 방향으로 마을을 지나 결국 다뉴브강에 도달한다.
호숫가에는 터터성과 에스테르하지성이 있다.